# Diálogo de la lengua
El Diálogo de la lengua es una obra del humanista español Juan de Valdés. Aunque la escribió en Nápoles hacia el 1535, no fue publicada hasta 1736 por Gregorio Mayans y no se determinó su autoría hasta el siglo XX.

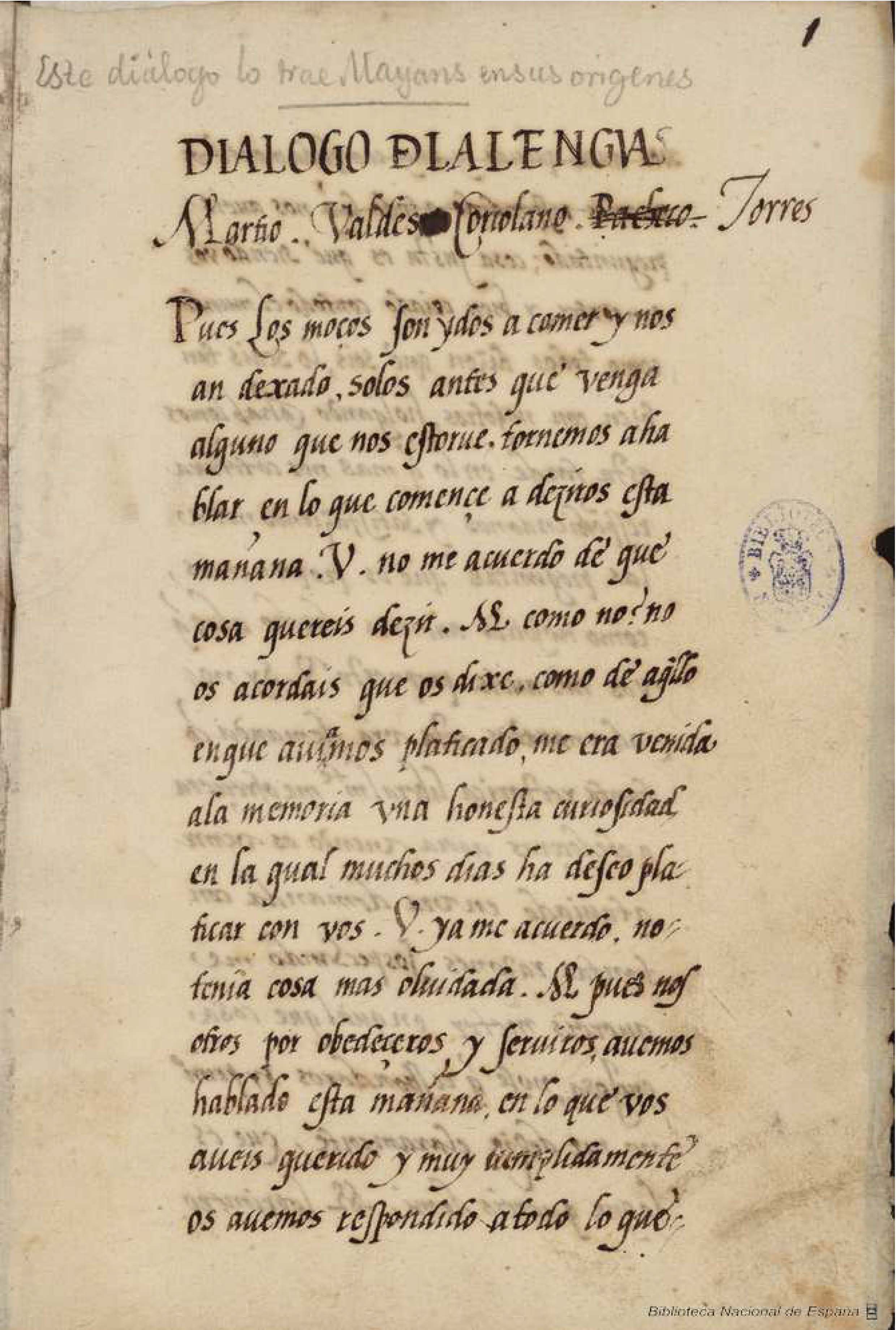
Portada del manuscrito, obra custodiada en la Biblioteca Nacional de España.

La gran innovación de este libro es poner la lengua española al nivel de otras lenguas de prestigio, sobre todo del latín. En el libro se hace una defensa del estudio de los textos en las lenguas originales, en línea con el clasicismo renacentista del momento. Sin embargo, se hace dándole a un tiempo entidad a las lenguas romances, en particular a la que Juan de Valdés utiliza: el español, y criticando por ello a Antonio Nebrija, quien en su Gramatica castellana se jactó de confeccionarla a la manera latina. Para Juan de Valdés no existen lenguas superiores e inferiores, es la utilización literaria lo que dignifica una lengua. Esta idea se sigue manteniendo universalmente en el mundo de la lingüística. Sin embargo, propugna la creación de ese corpus, ya que en ese momento aún lo ve pobre.
La obra de Valdés está estructurada como un diálogo porque los humanistas defendían este género como vehículo pedagógico. En este diálogo, el propio Valdés responde a las preguntas que tres interlocutores italianos le hacen sobre las peculiaridades de la lengua española. Es una obra clave para entender el ideal literario y lingüístico erasmista: verosimilitud en la narración, sencillez y precisión en el estilo e imitación de la lengua hablada. Las numerosas observaciones contenidas a lo largo de obra son un valioso documento sobre el español medio de los siglos de oro, en particular del siglo XVI, que muestra los criterios y la sensibilidad de los hablantes cultos.

## Estructura de la obra
El Diálogo de la Lengua se escribió en la forma de una discusión entre varias personas, con diálogos. Por eso, la obra no tiene una organización académica, con sistematización. Esta obra se desarrolla como una serie de preguntas sobre cuestiones lingüísticas que le formulan a Valdés sus amigos italianos. Sin embargo, el Diálogo es, en la práctica, un estudio verdadero de la lengua. No está totalmente esclarecida la identificación completa de las personas que participan en el diálogo. Muchos intelectuales creen que seguramente son el obispo de San Marco Argentano-Scalea Coriolano Martirano, Pacheco, Marcio (sobrino de Valdés) y el propio Valdés. 
El Diálogo contiene reflexiones sobre los aspectos más importantes de una lengua. Esos aspectos incluyen la fonética, la gramática, el léxico y el estilo. La obra está separada en ocho partes:
1. El origen y principio de las lenguas que hoy se hablan en España y, principalmente, la castellana.
2. La gramática (responde a muchas preguntas sobre el acento, pronunciación y ortografía).
3. La pronunciación y la ortografía.
4. Los prefijos verbales.
5. Los elementos léxicos.
6. El estilo (con referencias gramaticales).
7. Crítica de otras obras literarias y autores.
8. La comparación entre el español, el italiano y el latín.

A lo largo de la obra Valdés recurre frecuentemente a los refranes españoles.

## Ideas importantes delDiálogo
Para Valdés, no había ninguna diferencia entre la lengua escrita y la lengua hablada. Para él, todos deben escribir como hablan. Dice Valdés: 

El estilo que tengo es natural, y sin afectación ninguna escrivo como hablo; solamente tengo cuidado de usar de vocablos que signifiquen bien lo que quiero decir, y dígolo quanto más llanamente me es posible, porque a mi parecer en ninguna lengua stá bien la afectación.

También explica Valdés la importancia de la lengua popular y, por eso, los refranes o los dichos populares tenían validez para él. Valdés también habla sobre la diferencia entre el aprendizaje de una lengua materna y una lengua muerta. Dice que el latín funciona en el arte y la literatura, pero la lengua castellana funciona en la vida diaria. Valdés considera el castellano como lengua latina, en el sentido de basada en el latín y evolucionada. Pero el latín no fue la única lengua con influencia en el castellano, también, según Valdés, había influencia de idiomas pre-romances, de godos, moros y griegos.

## Contenido lingüístico
La Fonética: La fonética es la subcategoría de la lingüística que incluye el estudio de los sonidos y cómo se producen. Por ejemplo, en El Diálogo, Valdés y otros discuten la pronunciación de unos fonemas clasificados como fricativos, africados, sordos y sonoros (/s/, /z/, /ts/, /dz/), y por qué hay diferencias en el uso de ellos. Por eso resulta la pregunta, "¿de dónde viene que algunos españoles en muchos vocablos, que por el ordinario escrivis con z, ellos ni la pronuncian ni la escriven?" Y Valdés responde, "Esse es vicio particular de las preguntas de los tales, que no les sirven para aquella asperilla pronunciación de la z, y ponen en su lugar la s, y por hazer dicen haser, y por razón, rasón, etc."
La Gramática: No contiene reglas de gramática específicamente, sino que presenta una serie de observaciones. Presenta la gramática como no completada. 
El Léxico: El léxico de una lengua es la colección de palabras que tienen una representación física en el mundo real. Se los considera como "palabras de contenido" comparado con "palabras de función gramatical". Esa parte es la más extensa del Diálogo. Para Valdés, los elementos léxicos de la lengua española vienen de varios orígenes: El latín, el árabe, y el griego. Y cada uno da algo diferente. Pero la lengua con más influencia es el latín.
El Estilo: el orden gramatical, la tendencia latinizante, la presencia de la preposición “a” y el valor de la negación en español.

## Ejemplo
Un ejemplo del tipo de diálogos de la obra y uno en que critica el Vocabulario de Antonio de Nebrija (Librija en el texto) es este:

PACHECO.-  No os hagáis, por vuestra fe, tanto de rogar en una cosa que tan fácilmente podéis cumplir; cuanto más, habiéndola prometido y no teniendo causa justa con que excusaros, porque lo que decís de los autores que os faltan para defenderos no es bastante, pues sabéis que para la que llamáis ortografía y para los vocablos os podéis servir del autoridad del Vocabulario de Antonio de Librija  y, para el estilo, de la del libro de Amadís de Gaula.

VALDÉS.-  Sí, por cierto, muy grande es el autoridad de esos dos para hacer fundamento en ella, y muy bien debéis haber mirado el Vocabulario de Librija, pues decís eso.
PACHECO.-  ¿Cómo? ¿No os contenta?
VALDÉS.-  ¿Por qué queréis que me contente? ¿Vos no veis que, aunque Librija era muy docto en la lengua latina, que esto nadie se lo puede quitar, al fin no se puede negar que era andaluz, y no castellano, y que escribió aquel su Vocabulario con tan poco cuidado que parece haberlo escrito por burla? Si ya no queréis decir que hombres envidiosos, por afrentar al autor, han gastado el libro.
PACHECO.-  En eso yo poco me entiendo. Pero ¿en qué lo veis?
VALDÉS.-  En que, dejando aparte la ortografía, en la cual muchas veces peca en la declaración que hace de los vocablos castellanos, en los latinos se engaña tantas veces que sois forzado a creer una de dos cosas: o que no entendía la verdadera significación del latín (y esta es la que yo menos creo) o que no alcanzaba la del castellano, y esta podría ser, porque él era de Andalucía, donde la lengua no está muy pura.
PACHECO.-  Apenas puedo creer eso que me decís, porque a hombres muy señalados en letras he oído decir todo lo contrario.
VALDÉS.-  Si no lo queréis creer, id a mirarlo y hallaréis que por aldeano dice vicinus, por brio en costumbres, morositas; por cecear y ceceoso, balbutire y balbus; por loçano, lascivus; por malherir, deligere; por moço para mandados, amanuensis; por mote o motete, epigramma; por padrino de boda, paranymphus; por ración de palacio, sportula; por sabidor de lo suyo solamente, idiota; por villano, castellanus; y por rejalgar, aconitum. No os quiero decir más, porque sé que entendéis poco de la lengua latina y porque me parece bastan estos vocablos para que, si los entendéis, creáis que los hombres de letras que decís, no debían tener tantas como vos pensáis, o no lo debían haber mirado con tanta atención como yo, y para que veáis que no me puedo defender con el autoridad de Librija.
PACHECO.-  Confieso que tenéis razón.

VALDÉS.-  Es tanta que, si bien la entendieseis, soy cierto me tendríais antes por modesto en el notar poco, que por insolente en el reprehender mucho. Mas quiero que sepáis que aún hay otra cosa por que no estoy bien con Librija en aquel Vocabulario, y es esta: que parece que no tuvo intento a poner todos los vocablos españoles, como fuera razón que hiciera, sino solamente aquéllos para los cuales hallaba vocablos latinos o griegos que los declarasen.

## Ejemplo paleográfico
El mismo texto que en el ejemplo anterior en
transcripción paleográfica
del manuscrito en la
Biblioteca Nacional de España.

T. No ( os hagais por vrả fe tanto derogar, en vna coʃa q́ que tan facilmente podeis complir quảto mas auiendola prometido y no tiniendo cauʃa juʃta cỏque excuʃaros por q́ lo q́ dezis delos Autores q́ os faltan para defenderos, no es baʃtante, pues ʃabeis q́ para la q́ llamais ortografia, y para los vocablos ( os podeis ʃervir del Autoridad del vocabulario de Antonio de Librixa, y para el eʃtilo, dela del libro de Amadis de Gaula.

V. Sy por cierto múy grảde es el Autoridad deʃʃos dos para hazer fundamento enella, y múy bienn deueis auer mirado el vocabulario de Librixa pues dezis eʃo.
T. coḿo, no ( os cỏtenta?
V. Porq́ quereis q́ me contente? vos no veis q́ aunq́ Librixa era múy docto en la lengua latina, q́ eʃto nadie se lo puede quitar al fin no ʃe puede negar q́ era Andaluz y no Caʃtellano? y q́ eʃcriuio aquel ʃu vocabulario, con tanpoco cuidado q́ parece auerlo eʃcrito por burla ʃi ya no q́reis dezir q́ hombres imbidioʃos por afrentar al Autor angaʃtado el libro.
T. en eʃʃo yo poco mentiendo, pero en q́ lo veis. Enq́ dexando aparte la Ortografia enla qual muchas vezes peca, en la declaracion q́ haze delos vocablos Caʃtellanos en los Latinos, ʃe engaña tantas vezes q́ ʃois forçado à creer vna de dos coʃas ( o q́ no entendia la verdadera ʃinificacion del latin y eʃta es la q́ yo menos creo ( o q́ no alcanzaba la del Caʃtellano y eʃta podria ser porq́ el era Andaluz adonde la lengua no ʃta múy pura
T. Apenas puedo creer eʃʃo q́ me dezis. porq́ à hombres múy ʃeñalados en letras he oido dezir todo elcỏtrario.
V. ʃino lo quereis creer id amirarlo y hallareis q́ por Aldeano, dize vicinus por brio en coʃtumbres, Moroʃitas, por çeçear, y çeçeoʃo Balbuitre y balbus, por Loçano Laʃçibus, por malherir, deligere, por moço para mandados Amanuenʃis, por mote, /o motete / Epigrama, por Padrino de Boda, [u Paranimphus], por raçion de palaçio, ʃportula, por ʃabidor delo ʃuyo ʃolamente, Idiota, por Villano Caʃtellanus, y por rejalgar, Aconitú, no / os quiero dezir mas porq́ ʃe q́ entendeis poco dela lengua latina, y porq́ me pareçen baʃtan eʃtos vocablos para que ʃi los entendeir, creais q́ los hombres de letras que dezis, no deuian tener tantas coḿo vos penʃais, o nolo deuian a ver mirado cỏ tanta atençion coḿo yo, y para q́ veais q́ no me puedo defender con el Autoridad de Librixa /
T. confiesso q́ teneis razon
V. es tanta q́ ʃi bien la entendiessedes ʃoi çierto me termiades antes por Modeʃto en el notar poco, q́ por inʃolente enel reprehender mucho

Mas quiero q́ sepais q́ aun ay otra coʃa porq́ no eʃtoy bien con Librixa en aquel vocabulario, y es eʃta q́ pareçe q́ no tuuo intento aponer todos los vocablos Eʃpañoles, como fuera razon q́ hiziera ʃino ʃolamente aquello, paralos quales, hallauan vocablos latinos o Griegos q́ los declaraβen

## Obras relacionadas
El escritor italiano Sperone Speroni publicó en 1542 su obra Diálogo de las lenguas (Dialogo delle lingue) con estructura similar y referido a la lengua italiana.